# Jack Rossen
Jack Rossen (Boston, 30 de enero de 1956), es un profesor de antropología y director de SHARE (Strengthening American Relations through Education: reforzamiento de las relaciones estadounidense-Haudenosaunee mediante la educación).

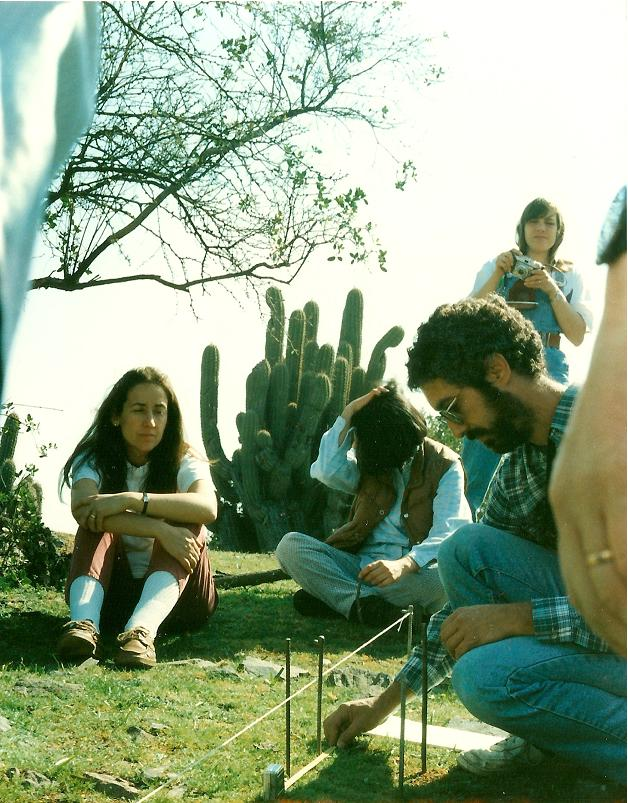
Rossen enseñando a montar cuadrículas en La Compañía.

## Biografía
Arqueólogo estadounidense que ha trabajado y enseñado en Sudamérica. Actualmente investiga en el lago Cayuga sobre el período de contacto de los siglos xvii y xviii. 
Su especialidad es arqueobotánica o Paleoetnobotánica, el estudio de restos vegetales, y tecnología de líticos o Industria lítica, el estudio de herramientas de piedra, es decir considerar a la arqueología como intensivamente interdisciplinaria. 
Viene a Chile a compartir los métodos de esta subdisciplina de la arqueología, particularmente flotación, es decir cernir material excavado en un baño de agua, que permite separar por flotación el material orgánico. 
Entre agosto de 1993 y marzo de 1994 excava el Cerro La Compañía (Chile central), una fortaleza incaica. La estadía fue financiada por la beca Fulbright.
Una compleja relación entre arqueología y pueblos nativos ha sido encarada por Rossen en la defensa de la nación iroquesa y sus estudios de levantamientos arqueológicos en Nueva York. La ideología es una nueva identidad ampliada, en vistas a superar la visión estereotipada de los pueblos ancestrales, particularmente los Cayuga considerados por diversos autores como "caníbales" y también "probritánicos". 
En palabras de J. Rossen " por identidad ampliada, me involucro y defiendo la comunidad que ha estado subsumida -en cierta medida- desde mi identidad profesional. No quiero esconder las actividades de excavación y análisis de los materiales norteamericanos nativos, pero situarlos en un marco e identidades amplios de activista de la comunidad".
Junto con los antropólogos culturales Brooke Olson, del Ithaca College, y Ernie Olson, del Wells College, constituyen la parte académica de la corporación SHARE (Strengthening Haudenosaunee American Relations through Education) en la promoción de la amistad y respeto mutuo entre personas de la comunidad y no nativos. Han formado una granja que opera como centro educacional. 
Como parte de la arqueología procesual, la ausencia de arqueólogos profesionales en esa área daba la impresión que no tenían historia –en la concepción de la comunidad-. 
Tesorero y director de SHARE

## Obras
- Rossen J., Carlos Ramírez. Observations on the Present-Day Economic Plants in the Monte Verde Area and their Archaeological Implications, Chapter 11: pp. 307-329.

- Rossen J.,  T. Dillehay. Modeling Ancient Plant Procurement and Use at Monte Verde, Chapter 12: pp. 331-350.

- Dillehay T., J. Rossen, et al. Chapter 13: Integrity and Distributions of the Archaeobotanical Collection pp. 351-381. In Monte Verde: A Late Pleistocene Settlement in Chile, Volumen 2, editado por Tom D. Dillehay. Washington: Smithsonian Institution Press.

- Dillehay, T. D., P. J. Netherly, J. Rossen 1989. Middle Preceramic Public and Residential Sites on the Forested Slope of the Western Andes, Northern Peru. American Antiquity 54 (4): 733-759.

- Dillehay, T. D., P. J. Netherly, J. Rossen 1989. Middle Preceramic Public and Residential Sites on the Forested Slope of the Western Andes, Northern Peru. American Antiquity 54 (4): 733-759.

- Rossen, J and T.D. Dillehay. 2001. Bone Cutting, Placement, and Cannibalism?: Middle Preceramic Mortuary Patterns Of Nanchoc, Northern Peru. Chungará (Arica). 33(1).63-72. en línea

- Rossen J et al. 2004. Plant Use Schedules, Decreased Mobility, and Social Differentiation: Hunter-Gatherers in Forested Chile In: Hunters and Gatherers in Theory and Archaeology, edited by George M. Crothers, pp. 316-339. Occasional Paper No. 31. Center for Archaeological Investigations, Southern Illinois University, Carbondale.
- en colaboración: Hansen, B. J. Rossen. 2008. Building Bridges Through Public Anthropology in the Haudenosaunee Homeland. Jameson, Jr., John H.; Baugher, Sherene (Eds.) Past Meets Present: Archaeologists with Museum Curators, Teachers, and Community Groups, XII, 466 pp. 110 ilustraciones. ISBN 978-0-387-76980-6
- en colaboración:Tom D. Dillehay et al. 2008. Monte Verde: Seaweed, Food, Medicine, and the Peopling of South America Science, 320:784

- Noe Kekuewa Lincoln en colaboración con ocho autores) 2018 Restoration of ‘ ¯Aina Malo‘o on Hawai‘i Island:Expanding Biocultural Relationships Sustainibility 10.
- Rossen J M T Planella and R Stehberg 2010 Archaeobotany of Cerro el Inga (Chile) at the Southern Inka Frontier. Chapt.2 Distant Provinces in the Inka Empire Toward empire forward a deeper understanding of Inka Malpass MA et Alconini (ed.) Univ Iowa Press

- Dillehay T (y siete autores más) 2022 Correcting Fiedel Once Again Monte Verde and the Peopling of South America Radiocarbon 64(4),

- Rossen & Mahealani Pai Collaboration and indigenous archaelogy at Maluaka on the Big Island of Hawaií.